# Xe législature de la Junte générale de la principauté des Asturies
La Xe législature de la Junte générale de la principauté des Asturies est un cycle parlementaire de la Junte générale de la principauté des Asturies, d'une durée de quatre ans, ouvert le 16 juin 2015 à la suite des élections du 24 mai précédent et clos le 2 avril 2019.

## Bureau
| Poste                    | Titulaire               | Parti | Parti   | Circonscription |
| ------------------------ | ----------------------- | ----- | ------- | --------------- |
| Président                | Pedro Sanjurjo          |       | PSOE    | Centrale        |
| Première vice-présidente | Josefa Miranda          |       | IU      | Centrale        |
| Second vice-président    | Agustín Cuervas-Mons    |       | PP      | Centrale        |
| Premier secrétaire       | Ignacio Prendes         |       | Cs      | Centrale        |
| Premier secrétaire       | Pedro Leal (05/02/2016) |       | FAC     | Centrale        |
| Seconde secrétaire       | Rosa Espiño             |       | Podemos | Centrale        |

### Élection du président de la Junte générale de la principauté des Asturies
| Candidat    | Candidat       | Groupe      | 1er tour | 1er tour | 2d tour | 2d tour |
| Candidat    | Candidat       | Groupe      | Voix     | %        | Voix    | %       |
| ----------- | -------------- | ----------- | -------- | -------- | ------- | ------- |
|             | Pedro Sanjurjo | FSA-PSOE    | 22       | 61,12    | 22      | 61,12   |
|             | Emma Ramos     | PP          | 14       | 38,88    | 14      | 38,88   |
|             |                |             |          |          |         |         |
| Votants     | Votants        | Votants     | 45       | 100,00   | 45      | 100,00  |
| Exprimés    | Exprimés       | Exprimés    | 36       | 80,00    | 36      | 80,00   |
| Blancs/nuls | Blancs/nuls    | Blancs/nuls | 9        | 20,00    | 9       | 20,00   |

## Groupes parlementaires
| Nom | Nom                       | Début | Fin | Porte-parole                                  |
| --- | ------------------------- | ----- | --- | --------------------------------------------- |
|     | Groupe socialiste         | 14    | 14  | Fernando Lastra Marcelino Marcos (26/06/2017) |
|     | Groupe populaire          | 11    | 11  | Mercedes Fernández                            |
|     | Groupe Podemos            | 9     | 9   | Emilio León Lorena Gil (08/2018)              |
|     | Groupe IU                 | 5     | 5   | Gaspar Llamazares                             |
|     | Groupe Forum des Asturies | 3     | 3   | Cristina Coto                                 |
|     | Groupe Ciudadanos         | 3     | 3   | Nicanor García                                |

## Commissions parlementaires
| Commission                                                                           | Président          | Parti   | Parti | Circonscription |
| ------------------------------------------------------------------------------------ | ------------------ | ------- | ----- | --------------- |
| Commissions permanentes législatives                                                 |                    |         |       |                 |
| Commission du Développement rural et des Ressources naturelles                       | Elsa Pérez García  | PSOE    |       | Occidentale     |
| Commission de l'Éducation et de la Culture                                           | Nicanor García     | Cs      |       | Centrale        |
| Commission de l'Emploi, de l'Industrie et du Tourisme                                | Marcelino Torre    | PSOE    |       | Centrale        |
| Commission des Finances et du Secteur public                                         | David González     | PP      |       | Centrale        |
| Commission des Infrastructures, de l'Aménagement du territoire et de l'Environnement | Héctor Piernavieja | Podemos |       | Centrale        |
| Commission de la Présidence et de la Participation citoyenne                         | Nuria Devesa       | PSOE    |       | Centrale        |
| Commission de la Santé                                                               | Matías Rodríguez   | PP      |       | Occidentale     |
| Commission des Services et des Droits sociaux                                        | Enrique López      | Podemos |       | Centrale        |
| Commissions permanentes non-législatives                                             |                    |         |       |                 |
| Commission du Règlement                                                              | Pedro Sanjurjo     | PSOE    |       | Centrale        |
| Commission des Pétitions et Droits fondamentaux                                      | Lucía Montejo      | Podemos |       | Centrale        |
| Commission du Contrôle de la télévision publique régionale                           | Marta Pulgar       | IU      |       | Centrale        |

## Gouvernement et opposition
| Date                                        | Vote                          |      |    |         |    |     |    | Résultat |  |  |  |  |  |  |  |  |  |  |  |  |  |  |
| Date                                        | Vote                          | PSOE | PP | Podemos | IU | FAC | Cs | Résultat |  |  |  |  |  |  |  |  |  |  |  |  |  |  |
| 1er juillet 2015 (majorité absolue requise) | Javier Fernández (FSA-PSOE)   | 14   |    |         |    |     |    | 14 / 45  |  |  |  |  |  |  |  |  |  |  |  |  |  |  |
| 1er juillet 2015 (majorité absolue requise) | Mercedes Fernández (PP)       |      | 11 |         |    |     |    | 11 / 45  |  |  |  |  |  |  |  |  |  |  |  |  |  |  |
| 1er juillet 2015 (majorité absolue requise) | Emilio León (Podemos)         |      |    | 9       |    |     |    | 9 / 45   |  |  |  |  |  |  |  |  |  |  |  |  |  |  |
| 1er juillet 2015 (majorité absolue requise) | Abstention                    |      |    |         | 5  | 3   | 3  | 11 / 45  |  |  |  |  |  |  |  |  |  |  |  |  |  |  |
|                                             |                               |      |    |         |    |     |    |          |  |  |  |  |  |  |  |  |  |  |  |  |  |  |
| 3 juillet 2015 (majorité simple)            | Javier Fernández (FSA-PSOE)   | 14   |    |         |    |     |    | 14 / 45  |  |  |  |  |  |  |  |  |  |  |  |  |  |  |
| 3 juillet 2015 (majorité simple)            | Mercedes Fernández (PP)       |      | 11 |         |    | 3   |    | 14 / 45  |  |  |  |  |  |  |  |  |  |  |  |  |  |  |
| 3 juillet 2015 (majorité simple)            | Abstention                    |      |    | 9       | 5  |     | 3  | 17 / 45  |  |  |  |  |  |  |  |  |  |  |  |  |  |  |
|                                             |                               |      |    |         |    |     |    |          |  |  |  |  |  |  |  |  |  |  |  |  |  |  |
| 21 juillet 2015 (majorité simple)           | Javier Fernández · (FSA-PSOE) | 14   |    |         | 5  |     |    | 19 / 45  |  |  |  |  |  |  |  |  |  |  |  |  |  |  |
| 21 juillet 2015 (majorité simple)           | Mercedes Fernández (PP)       |      | 11 |         |    | 3   |    | 14 / 45  |  |  |  |  |  |  |  |  |  |  |  |  |  |  |
| 21 juillet 2015 (majorité simple)           | Abstention                    |      |    | 9       |    |     | 3  | 12 / 45  |  |  |  |  |  |  |  |  |  |  |  |  |  |  |

Lors des élections du 24 mai 2015, les socialistes reculent à 26,5 % des voix et 14 élus. Sans négocier l'appui des autres forces de gauche, Javier Fernández se présente au premier vote d'investiture, pour lequel la majorité absolue est requise. Le 1er juillet, il remporte 14 voix, contre 11 pour Mercedes Fernández, du Parti populaire, et 9 pour Emilio León, de Podemos. Au cours du deuxième vote, organisé le 3 juillet, le FAC passe de l'abstention au vote en faveur de la candidate du PP, ce qui conduit à une égalité avec 14 voix pour chaque prétendant. Il obtient finalement l'investiture le 21 juillet, par 19 voix en sa faveur, provenant de la FSA-PSOE et de la Gauche unie (IU), contre 14 à Mercedes Fernández et 12 abstentions, de Podemos et Ciudadanos.

## Désignations

### Sénateurs
| Parti | Parti | Sénateurs désignés   |
| ----- | ----- | -------------------- |
| PSOE  |       | María Luisa Carcedo  |
| PP    |       | Fernando Goñi Merino |

- Désignation : 25 septembre 2015.
- María Luisa Carcedo (PSOE) est remplacée en juillet 2018 par María Fernández Álvarez.
  - María Fernández (PSOE) étant élue au Sénat lors des élections générales d'avril 2019, elle laisse son mandat de sénatrice désignée qui n'est pas pourvu.